# AD Андромеды
AD Андромеды (лат. AD Andromedae) — двойная затменная переменная звезда типа Беты Лиры (EB) в созвездии Андромеды на расстоянии приблизительно 3550 световых лет (около 1090 парсеков) от Солнца. Видимая звёздная величина звезды — от +11,82m до +11,2m. Орбитальный период — около 0,9862 суток (23,669 часов).

## Характеристики
Первый компонент — белая звезда спектрального класса A0V. Масса — около 2,76 солнечных, радиус — около 2,3 солнечных, светимость — около 44 солнечных. Эффективная температура — около 9800 K.
Второй компонент — белая звезда спектрального класса A0V. Масса — около 2,7 солнечных, радиус — около 2,4 солнечных, светимость — около 47 солнечных. Эффективная температура — около 9720 K.
Предполагается наличие третьего компонента (или пары) с минимальной массой около 2,21 солнечных. Орбитальный период — около 14,3 лет.